# Phare du cap de Sines
Le phare du cap de Sines est un phare situé sur un cap du même nom dans la freguesia de Sines (pt) de la municipalité de Sines, dans le district de Setúbal (Région de Lisbonne-et-Val-de-Tage au Portugal).
Il est géré par l'autorité maritime nationale du Portugal à Oeiras (Grand Lisbonne).

## Histoire
Ce phare a été construit en 1880, il se compose d'une tour cylindrique de deux étages et de deux bâtiments adjacents. À l'origine, le phare de Sines était équipé d'un système optique de deuxième ordre lui permettant la visualisation de sa lumière alimentée au gaz de pétrole jusqu'à 45 km. En 1915, il est remplacé par un système troisième ordre, en passant sa portée à 54 km.
En 1950, il est doté d'une lanterne aéromaritime avec une portée augmentée à 75 km. En 1995, il est remplacé par un système à lentille de Fresnel de quatrième ordre avec une lampe de 1 000 W qui garantit une portée de 48 km. C'est un feu blanc à deux éclats, toutes les 5 secondes.
Il est situé sur un cap à 120 km au sud de Setúbal.
Identifiant : ARLHS : POR008 ; PT-401 - Amirauté : D2160 - NGA : 3572.

### Lien connexe
- Liste des phares du Portugal